# Alamada
Alamada (Bayan ng Alamada) är en kommun i Filippinerna. Kommunen ligger på ön Mindanao, och tillhör provinsen Cotabato. Folkmängden uppgår till 44 303 invånare.

## Galleri

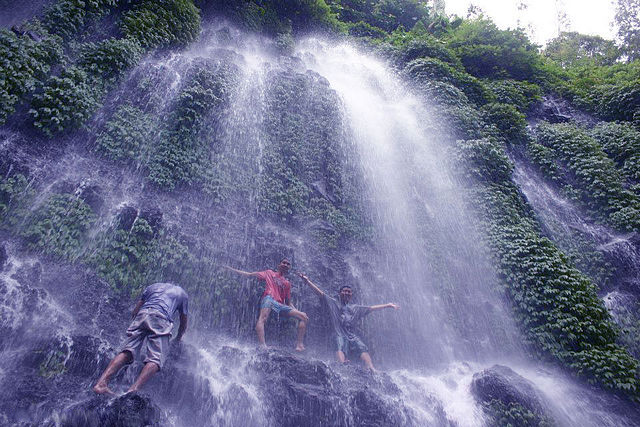

## Barangayer
Alamada delas in i 17 barangayer.
| - Bao - Barangiran - Camansi - Dado - Guiling - Kitacubong (Pob.) - Macabasa - Malitubog - Mapurok | - Pacao - Paruayan - Pigcawaran - Rangayen - Lower Dado - Mirasol - Raradangan |